# Pomniki przyrody w powiecie żyrardowskim
Na terenie powiatu żyrardowskiego znajdują się łącznie 162 pomniki przyrody, w tym na terenie:
- miasta Żyrardów – 21
- miasta i gminy Mszczonów – 28
- gminy Puszcza Mariańska – 42
- gminy Radziejowice – 49
- gminy Wiskitki – 22

Obejmują one pojedyncze drzewa i aleje drzew oraz głazy narzutowe.

## Wybrane pomniki przyrody – gatunki
Ważniejsze pomniki przyrody na terenie powiatu żyrardowskiego obejmują następujące gatunki drzew:
- dąb szypułkowy (Quercus robur)
- jesion wyniosły (Fraxinus exscelsior)
- kasztanowiec zwyczajny (Aesculus hippocastanum)
- klon pospolity (Acer platanoides)
- lipa drobnolistna (Tilia cordata)
- miłorząb dwuklapowy (Gingko biloba)
- platan klonolistny (Platanus x acerifolia)
- topola kanadyjska (Populus x canadensis)
- wiąz szypułkowy (Ulmus laevis)

## Wybrane pomniki przyrody według gmin i miejscowości

### Gmina Mszczonów
Ciemno-Gnojna
- Głaz narzutowy

wymiary: 8,4 × 0,8 m
skała: granit
rok wpisania na listę: 1932
Mszczonów
- lipa drobnolistna

obwód pnia: 365 cm
adres: na terenie cmentarza
Osuchów
- aleja lipowa

wiek: ok. 120 – 130 lat
adres: wzdłuż drogi z Osuchowa do wsi Badowo-Dańki (droga powiatowa nr 38528) i do wsi Lutkówka (droga powiatowa nr 38507)
opis: Około 200 zabytkowych drzew
- dąb szypułkowy

obwód pnia: 700 cm
adres: na terenie Zespołu pałacowo-parkowego w Osuchowie
- dąb szypułkowy

obwód pnia: 525 cm
adres: na terenie Zespołu pałacowo-parkowego w Osuchowie
- dąb szypułkowy

obwód pnia: 450 cm
adres: na terenie Zespołu pałacowo-parkowego w Osuchowie
- dąb szypułkowy

obwód pnia: 375 cm
adres: na terenie Zespołu pałacowo-parkowego w Osuchowie
- dąb szypułkowy

obwód pnia: 365 cm
adres: na terenie Zespołu pałacowo-parkowego w Osuchowie
- jesion wyniosły

obwód pnia: 410 cm
adres: na terenie Zespołu pałacowo-parkowego w Osuchowie
- jesion wyniosły

obwód pnia: 355 cm
adres: na terenie Zespołu pałacowo-parkowego w Osuchowie
- lipa drobnolistna

obwód pnia: 530 cm
adres: na terenie Zespołu pałacowo-parkowego w Osuchowie
- lipa drobnolistna

obwód pnia: 395 cm
adres: na terenie Zespołu pałacowo-parkowego w Osuchowie
- platan klonolistny

obwód pnia: 470 cm
adres: na terenie Zespołu pałacowo-parkowego w Osuchowie
- wiąz szypułkowy

obwód pnia: 600 cm
adres: na terenie Zespołu pałacowo-parkowego w Osuchowie

### Gmina Radziejowice
Adamów
- topola kanadyjska

obwód pnia: 550 cm
adres: ul. Brzozokalska
Budy Mszczonowskie
- głaz narzutowy

skała: gnejs
wymiary: 8 × 1,5 m
rok wpisania na listę: 1974
Korytów
- dąb szypułkowy

nazwa: Dąb Chełmońskiego
obwód pnia: ponad 500 cm
adres: przy głównej trasie samochodowej z Mszczonowa do Żyrardowa
Radziejowice
- aleja jesionowa

długość odcinka: 400 m
adres: Od zachodniej strony Zespołu pałacowo-parkowego w Radziejowicach
- aleja lipowa

długość odcinka: 300 m
adres: droga przed Pałacem w Radziejowicach
- aleja lipowa jednostronna

długość odcinka: 230 m
adres: przy starym trakcie warszawskim
- aleja lipowo-kasztanowo-klonowa

długość odcinka: 300 m
adres: wzdłuż drogi do kościoła
- jesion wyniosły

obwód pnia: 380 cm
- lipa drobnolistna

obwód pnia: 385 cm
- miłorząb dwuklapowy

adres: Na terenie Zespołu pałacowo-parkowego w Radziejowicach
Radziejowice-Parcel
- aleja lipowa

długość odcinka: 700 m

### Gmina Wiskitki
Guzów
- wiąz szypułkowy

obwód: 340 cm
Sokule
- jesion wyniosły

obwód: 250 cm

### Żyrardów
- dąb szypułkowy

obwód: 440 cm
adres:cmentarz przy ul. Limanowskiego w Żyrardowie
- klon pospolity

obwód: 330 cm
adres: cmentarz przy ul. Limanowskiego w Żyrardowie
- platan klonolistny

obwód: 300 cm
adres: Park im. Karola Augusta Dittricha w Żyrardowie
- wiąz szypułkowy

obwód: 325 cm
adres: Park im. Karola Augusta Dittricha w Żyrardowie